# Boodschap van de Moeder Godskerk (Antwerpen)

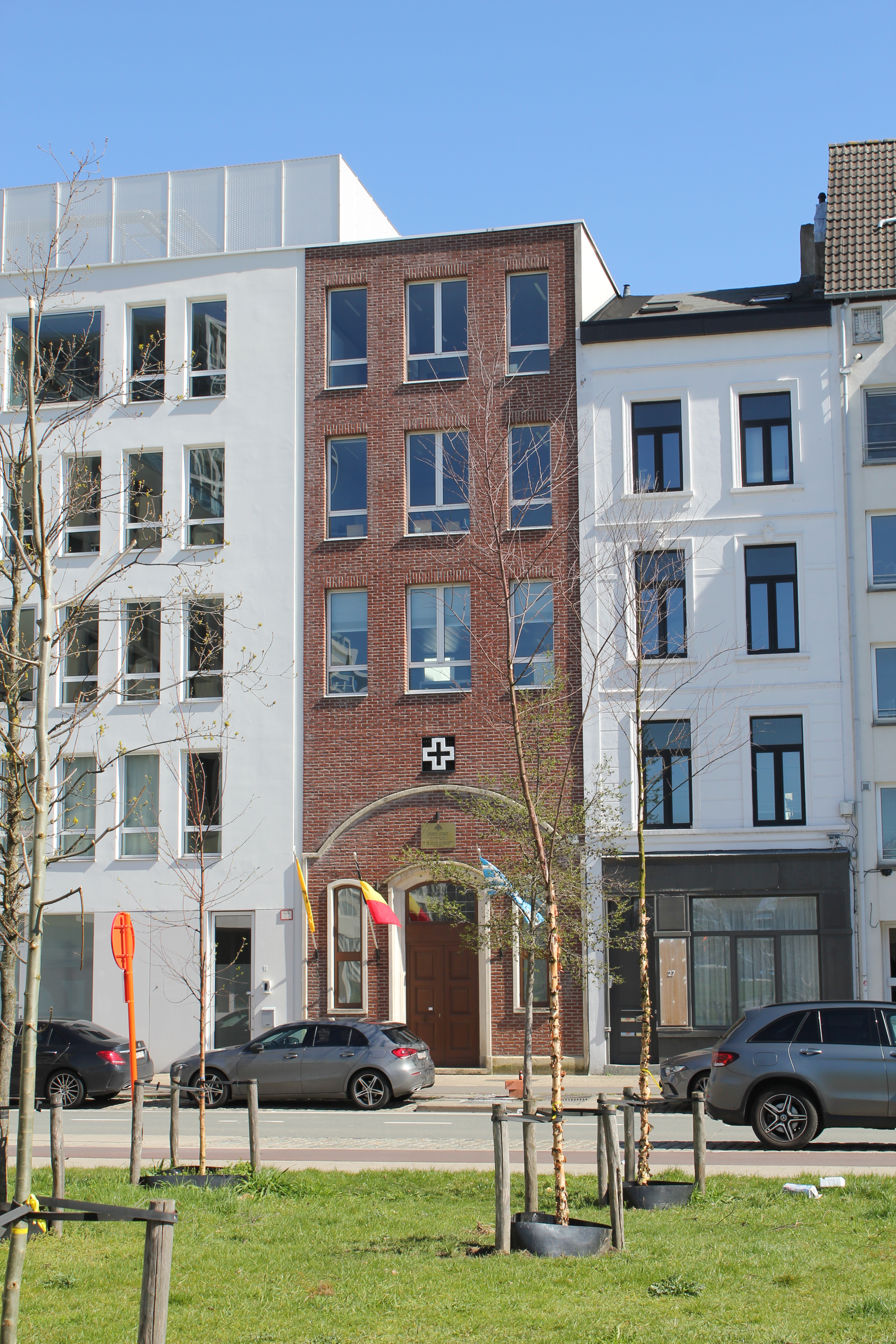
Jan van Gentstraat 11

De Boodschap van de Moeder Gods-kerk is een voormalig Grieks-orthodoxe kerk in Antwerpen die omstreeks 1900 gebouwd werd. Sinds 1902 werden er op regelmatige basis erediensten georganiseerd. De kerk was gelegen in de Jan van Gentstraat 5.

## Geschiedenis van de Grieks-orthodoxe gemeenschap in Antwerpen
De aanwezigheid van de Grieks-orthodoxe gemeenschap in Antwerpen gaat terug tot de 17de eeuw. In 1900 besloot de gemeenschap een eigen kerkgebouw aan te kopen op initiatief van de toenmalige vice-consul van Griekenland C. Nikolaïdis. Op 1 augustus 1988 werd de Grieks-orthodoxe parochie Maria Boodschap officieel erkend door de Belgische overheid. In 2007 telde de gemeenschap 752 gelovigen in de stad Antwerpen.
In 2007 werd de kerk afgebroken om plaats te maken voor nieuwbouw. De Grieks-Orthodoxe Parochie van de Boodschap aan de Moeder Gods houdt thans diensten in het gebouw aan de Jan van Gentstraat 11.